# Фінал кубка СРСР з футболу 1970
29-й фінал кубка СРСР з футболу відбувся на Центральному стадіоні в Москві 8 серпня 1970 року. У грі взяли участь московське і тбіліське «Динамо».

## Претенденти
- «Динамо» (Москва) — десятиразовий чемпіон СРСР (1936в, 1937, 1940, 1945, 1949, 1954, 1955, 1957, 1959, 1963), триразовий володар кубка СРСР (1937, 1953, 1967).

- «Динамо» (Тбілісі) — чемпіон СРСР (1964).

## Деталі матчу
| 8 серпня 1970 |

| «Динамо» М                 | 2 – 1 | «Динамо» Тб      |
| -------------------------- | ----- | ---------------- |
| Ештреков 17' Єврюжихін 62' | Звіт  | Хінчагашвілі 67' |

| Центральний стадіон (Москва) Глядачів: 103 000 Арбітр: В. Толчинський (Алма-Ата) |

|                  |                    |     |
|                  |                    |     |
| ВР               | Лев Яшин           |     |
| ЗХ               | Володимир Штапов   |     |
| ЗХ               | Володимир Смирнов  |     |
| ЗХ               | Валерій Зиков      |     |
| ПЗ               | Валерій Маслов     |     |
| ПЗ               | Віктор Анічкін     |     |
| НП               | Володимир Ештреков |     |
| НП               | Володимир Козлов   |     |
| НП               | Юрій Авруцький     | 46' |
| ПЗ               | Володимир Уткін    |     |
| НП               | Геннадій Єврюжихін |     |
| Заміна:          |                    |     |
| НП               | Юрій Сьомін        | 46' |
| Тренер:          |                    |     |
| Костянтин Бєсков |                    |     |

|             |                    |     |
|             |                    |     |
| ВР          | Рамаз Урушадзе     |     |
| ЗХ          | Реваз Дзодзуашвілі |     |
| ЗХ          | Вахтанг Челідзе    | 75' |
| ЗХ          | Муртаз Хурцилава   |     |
| ЗХ          | Гурам Цховребов    | 46' |
| ПЗ          | Гурам Петріашвілі  |     |
| НП          | Сергій Кутівадзе   |     |
| ПЗ          | Кахі Асатіані      |     |
| ПЗ          | Манучар Мачаїдзе   |     |
| НП          | Гіві Нодія         |     |
| НП          | Георгій Гавашелі   |     |
| Заміни:     |                    |     |
| ЗХ          | Шота Хінчагашвілі  | 46' |
| ПЗ          | Олексій Іліаді     | 75' |
| Тренер:     |                    |     |
| Гіві Чохелі |                    |     |